# Andrea Cacciotti
Andrea Cacciotti, né le 19 novembre 1996 à Rome, est un coureur cycliste italien.

## Biographie
Il met un terme à sa carrière cycliste à l'issue de la saison 2019. 

## Palmarès et résultats

### Palmarès par année
- 2014
  - Trofeo Salvatore Morucci
- 2017
  - Dalle Mura al Muro
  - Trofeo Viguzzolo
  - 2e du Tour de Lombardie amateurs
  - 3e du Trofeo Comune di Lamporecchio
- 2018
  - Trophée de la ville de Rieti
  - Grand Prix Colli Rovescalesi
  - 2e du Giro del Valdarno
- 2019
  - Milan-Tortone
  - Freccia dei Vini
  - Coppa San Sabino
  - 2e de Cirié-Pian della Mussa

### Classements mondiaux
| Année           | 2017 | 2018   | 2019   |
| --------------- | ---- | ------ | ------ |
| UCI Europe Tour | 789e | 1 737e | 1 729e |